# フューリー (バンプレストオリジナル)
- スーパーロボット大戦J > フューリー (バンプレストオリジナル)
- スーパーロボット大戦X-Ω > フューリー (バンプレストオリジナル)
- スーパーロボット大戦OG ムーン・デュエラーズ > フューリー (バンプレストオリジナル)
- バンプレストオリジナル > バンプレストオリジナルのキャラクター一覧 > フューリー (バンプレストオリジナル)
- バンプレストオリジナル > バンプレストオリジナルの機動兵器一覧 > フューリー (バンプレストオリジナル)

フューリーとは『スーパーロボット大戦J』（以下『J』）、『スーパーロボット大戦OG ムーン・デュエラーズ』（以下『OGMD』）に登場する架空の異星人種族および組織である。同作のオリジナルキャラクターのうち、フューリーではない者も、便宜上本項で説明する。

## 概要
スーパーロボット大戦J
40億年前、複数の銀河・星雲規模の範囲にまたがり繁栄していた異星人種族。原因は不明だが、当時は星団単位の勢力に分裂し戦争を繰り広げていた。作中に登場するのはその戦いに敗れ、銀河系の将来地球となる惑星に逃れ着いた一派である。総数は数百万。エンディングでは難民に指定された人数として124万人という数字が出ている。彼らは移住するため原始の地球に生命の種を蒔き、地球の環境が整うまでの間ステイシス・ベッドによる長期のコールドスリープについた。なお他の者達は40億年という時を経て滅亡している模様。物語開始の10数年以上前（統夜が生まれた頃）にはすでに目覚め活動を開始していたが、本格的に人類の排除を図るのは現在になってからである。
スーパーロボット大戦OGシリーズ
『OGMD』では、設定が大幅に変更された。
数千年前に地球とは別銀河系の惑星に繁栄していた異星人種族およびその君主制国家であったが、フューリー母星のクロスゲート（フューリーの呼び名は「ル=クク・ヴォーデュ」、ヴォーダ（あの世）の門という意味）より現れたルイーナ（フューリー側の呼び名は「ヴァウーラ」）によって星を滅ぼされ（厳密にはルイーナとの最終決戦にてクロスゲートの暴走が起きて吹き飛んだ模様）、空間転移装置を使って脱出したガウ=ラ・フューリアもクロスゲートの暴走による時空のうねりで地球に転送されたという経緯になっている。その後、地球の南極のクロスゲートにより現れたルイーナをグランティード・ドラゴデウスで撃退、南極にクロスゲートの封印殿「ジグ=ゲイズ・ヴォーデュ」（後にリ・テクノロジストが発掘する遺跡「ファブラ・フォレース」）を築いた。その後は月の地下に埋めたガウ=ラ・フューリアから封印殿の監視を行っていた。
地球に来た当初は、先住民である地球人の尊重とフューリーの純血を守るために地球人類への干渉を禁止していたが、地球人との交配が可能なことや、地球の監視を続けるにつれてそこを第二の故郷と見る者が多くなったため、劇中より20年前からシャナ=ミアおよびエ=セルダは地球人との混血・共生を図る「同化計画」を進めており、それで誕生したのがトーヤたちフューリーと地球人のハーフである。一方、グ=ランドンをはじめとした騎士たちにはフューリーこそが至高の種族であるとして純血をよしとする種族主義および選民思想に傾倒している人物が多い。シャナ=ミアは「同化計画によって誕生した地球人とのハーフによって、地球人とフューリー人は近しい存在であると立証されれば、純血主義者を納得させる既成事実になる」と打算していたが、地球人とのハーフがサイトロン・コントロール・システムの適性を持っていたという純血のフューリーの意義を揺るがしかねない事実が判明したことにより、グ=ランドンらはそれを阻止して地球人を殲滅するべく武力行使に打って出ることとなった。
総数は『J』よりも大幅に少なく、エンディングではシャナ=ミアが残された人数を数万人と語っている。グ=ランドンが戦死し、残存の強硬派はシャナ=ミアの説得を受けて降伏。ガウ=ラ・フューリアを地球側が接収する案もあったが最終的には地球連邦のハロルド大統領の配慮により、メキボスを介してゾヴォークらがガウ=ラ・フューリアを移民船、フューリーを移民船団として迎え入れることとなった。
『J』と違って人類を含めた地球の生態系創造主ではなくなっているが、クロスゲート由来の文明の一つである。母星にはクロスゲートが存在し、地球人とフューリーとの間での混血が可能。セルドア・シウン(エ=セルダ)の遺体を検死した軍によれば、脳の一部に違いがある以外は地球人との違いは見られなかった。OGシリーズにおける南極のファブラ・フォレースはフューリーが残した施設であり、ルイーナを封印した際に残された残骸をリ・テクノロジストが解析し、レース・アルカーナとシュンパティアが開発された。そのためフューリー側はそれらをまがい物と見下している。なお、シュンパティアのオリジナルである「鍵（破滅の王を導く装置）」の本体はあくまでルイーナ側および破滅の王がオリジナルのものであり、フューリーの現在のサイトロン・コントロール・システムはその「鍵」を組み込んだもので、破滅の王の言葉を借りるなら「鍵を歪めた物」にあたる。

### フューリア聖騎士団
フューリーを守るために結成された親衛騎士団。
厳格な階級制度が存在し、従士、準騎士、騎士、総代騎士の4つの階級が存在する。グ=ランドンが総代騎士を務めるが、実戦部隊の指揮はアル=ヴァン、その失脚後はフー=ルーが執る。
『OGMD』では4階級に加え、皇家を守護する「禁士」、諜報活動や暗殺など裏の任務をこなす「諜士」が存在。諜士が乗る機体は黒く塗装されている。

## 用語
アシュアリー・クロイツェル社
地球連合の軍事企業。新型機動兵器の開発を行っており、軍を退役した後のカルヴィナが所属していた。しかしフューリーに機動兵器開発の拠点として利用され、証拠隠滅のため月支社が壊滅させられる。統夜編のシナリオでは壊滅したこと自体が言及されていないがデータは残っていたらしく、モルゲンレーテ社にて主人公専用機の後継機が開発されていた。
『OGMD』では、フューリーが同化計画を開始した頃に立ち上がった企業であり、好機としてエ=セルダとサブパイロットの親となるフューリー人の計4人が接触して、フューリーと地球の技術融合および、それによる対ルイーナ用兵器開発の目的でフューリー穏健派が素性を隠して協力をしていた。ジュア=ムは同化計画の監視役としてグ=ランドンの意向で送り込まれており、彼のパイロットとしての訓練は副次的なものとされる。
ガウ=ラ・フューリア
フューリーが地球圏へ逃亡した際に使用した巨大宇宙船。数十億年の後に表面には大量の岩礁が堆積していき、やがて地球の衛星「月」となる。月面とは「軍団の門」と呼ばれる一種の超空間ゲートを用いて往来する。外側は戦艦としての武装区画であり、内核部にステイシス・ベッドによる冬眠区画がある。ズィー=ガディンを撃破してもオルゴン・エナジーの流出が止まらず、やむなく主人公とアル=ヴァンが中枢を破壊。宇宙船としての機能を失う。
『OGMD』では月の地下に格納されていたという設定。地球で一度覚醒したルイーナとの戦いで大きな損傷を受けたが、人工冬眠から定期的に目覚めた者がメンテナンスも行っていたため、船としての機能が健在であり、終盤にてフューリーの旗艦として出現する。外観は雪の結晶に似た、中央部から放射状に鋭角的な部位が広がった形状。規格外の大きさもあって戦艦としての能力は超絶的であり、オルゴ=ラ・テドラブル砲の砲撃によってガディソードの要塞ラブルパイラを破壊しガディソード人を虐殺。フェアリ、ジーク、サリーの3人を残してガディソード人を絶滅に追いやった。ラースエイレムが多用できない装置という設定変更に伴い、人工冬眠のシステムは冷凍睡眠によるものとなり、「刻旅の杜」という冬眠施設が存在する。人工冬眠の技術は地球側を上回っており数千年規模での冬眠を実現しているが、ラースエイレムを用いていた『J』ほど完璧なものではなく、ジュア=ムの弟をはじめとして冬眠に耐え切れず落命するものが出始めていた。
オルゴン
空間に遍在する架空のエネルギー。フューリーの科学技術および機動兵器に用いられる特殊なエネルギーであり、「オルゴナイト」という結晶状の物質として実体化させることができる。
ヴォーダ
フューリーの思想における死後の世界のことで、彼らの言語で「地獄」を意味する。フューリーは死を「ヴォーダの闇に還る」や「ヴォーダの深淵に沈む」と称する（ヴォーダの闇とは彼らの思想で言う無間地獄であり、そこに還るということは存在の完全なる消滅を意味する表現）。
創世神フューレイム
スーパーロボット大戦J
フューリーの神話における創世神にして主神。グランティード・ドラゴデウスはこのフューレイムの姿を模したものとされている。フューリーの民に知恵と技術を与えたと伝わる存在だが、ストーリーには関わらず、『J』では名称は出てこない。
スーパーロボット大戦OGシリーズ
フューリー母星にあるクロスゲートを通じて別次元から訪れた「ハーカーム」（巨人族）の一体。古代から現代に至るフューリーの民に主神として神格化されるほど敬われており、フューレイムの心にもフューリーへの慈愛がある。ラ・ギアスで魔装機神と敵対した巨人族の王や、化神艦「グランドレッド・フェノッサ」の中核にしてXN-Lと名乗った巨人とは同種族。現在は霊魂とその意思を真紅の輝石に遺し、自らを模して組み立てられたグランティードの頭部で眠りについている。機神体を失っているため覚醒状態を維持できないが、その能力はなおも強大であり、条件さえ揃えば「クロスゲート」の破壊をも可能とする。
ハーカームと呼ばれる大型生命体は知恵や技術を与えることで、来たる試練に打ち勝ちうる剛力剛念を持つ知的生命体を育てることを存在意義としている。歴史的経緯がわからないため一概に切り取ることは出来ないが、その目的の過程でラ・ギアスの人類と対立を招いた空洞世界のハーカームと異なり、フューレイムは最期の時までフューリーと対立することなく物質界からその身を退いた。ラ・ギアスのハーカームが狷介に過ぎたのか、ラ・ギアスの人類が増長したのかは不明であり、骨肉の争いに至った真相は明かされていない。
グランティードに宿るその意志はフューリーという種族の守護以上に、玉座機を操るシューン家の騎士と自らの末裔というべき皇族の守護を最優先としており、彼らの意志を歪めるものはたとえフューリーであろうとも退けようとする。

## 採用技術
サイトロン
フューリーが用いるテクノロジーの根幹を成すと思われる素粒子、あるいはエネルギー。フューリーの兵器は基本的にこのサイトロンを使って人間とマシンとの情報交換を仲立ちしているらしく、まったくの素人である統夜やパイロットとしてはリハビリが必要であったカルヴィナも、どうにか機体を動かすことができた。これを用いた機体の操作法をサイトロン・コントロールと呼び、マシンとの一体化の度合いはリンケージ率で示されるようである。さらにパイロットが扱いに習熟していけば、ある程度の未来予測を行うことも可能。『J』では、サイトロン・システムはナデシコのボソンジャンプと同じ原理を応用していると推測されていた。
OGシリーズでは、フューリー人およびフューリー人と地球人のハーフでしか起動できないようになっており、ケンゾウ・コバヤシ博士はフューリー人と地球人の唯一の差異である脳の構造の違いが影響していると推測している。
オルゴン・エクストラクター
フューリー製の機体に搭載されている、大気中のオルゴン・エナジーを抽出し取り込む機構。一種のジェネレーターとして機体の動力に使用されており、「オルゴン・クラウド」の発生装置ともなる。具体的なメカニズムは不明だが、フューリーはオルゴンを軍事転用する技術を既に確立しており、抽出したオルゴンからオルゴナイトを生成、実体刃や弾丸に構築して攻撃を行い、オルゴナイトを利用した敵機の拘束もできる。高出力モードが存在し、『J』では「オルゴンモード」「マキシマムモード」「ファイナルモード（Fモード）」、『OGMD』では「バスカー・モード」と呼称されている。最終面においてはガウ=ラ・フューリアの全エネルギーを集める中継役、および一種の機動兵器として超大型のオルゴンエクストラクターが登場する。
オルゴン・クラウド
オルゴンを応用した機能。攻撃を軽減するバリアを発生させるほか、分身の様な高速機動、単独での短距離空間跳躍を可能にする。『J』では準騎士クラス以上の搭乗するフューリー機や主人公機だけに搭載された機能であり、当初はフューリー機のみ常時展開が可能であった。前半の主人公機は必殺技を使用するために、オルゴン・エクストラクターを最大出力稼働させるときだけ展開されており、常時展開は後継機からとなる。『OGMD』ではオルゴン・エクストラクター搭載機すべてに実装されており、強度の異なる上位版のオルゴン・クラウドS、オルゴン・クラウドHがある。ただし常時展開はされておらず、発動には気力制限がある。さらに基本機能はバリアのみとなり、空間跳躍（移動時のエネルギー消費なし）はS以上から実装、特殊回避は下記のラースエイレムの機能となった。
『K』で『J』をダブルスロットすると、強化パーツとしてオルゴン・クラウドが手に入る（効果はバリアLv3、分身回避能力、地形移動コスト無視、EN回復気力120以上で発動）。
オルゴン・マテリアライゼーション
オルゴン・エナジーの結晶「オルゴナイト」を生成する技術。
オルゴン・コーティング
オルゴナイトを物体の表面に定着させる技術。巨大なオルゴナイト塊ではなく、ディティールがそのままわかるくらいの薄膜が機体や武装を覆う。
オルゴナイト・ミラージュ
一部のフューリー機の持つ機能で、オルゴナイトで成形されたラフトクランズを作り出す。形成されたラフトクランズは射撃や斬撃といった戦闘行動や高機動が可能で、オリジナルのラフトクランズに匹敵する戦闘力を持つ。一度に形成できるのは数体程度だが、ズィー=ガディンは一度に数百機ものラフトクランズを作り出す。ラフトクランズの空間跳躍もこの機能の応用で、ファウネアでは連続空間跳躍の際に使用している。
オルゴナイト・シャドウ
クストウェル・ブラキウムの持つ機能。機体にコーティングされたオルゴナイトが剥離、実体を持った残像として残り、本体に数秒遅れて攻撃動作を行う。
ラースエイレム
フューリーの騎士機ラフトクランズに装備された特殊装置。「ステイシス・フィールド」という特殊な空間を展開し、指定した場所周辺の時間の流れそのものを停止させる働きがあり、これを用いることで動きの止まった敵を一方的に倒すという反則的な装置である。なお、搭載機同士の場合は発動中も活動が可能であり、『J』における過去の大戦は「フューリー同士の内戦」だったため、効力が意味を成さなかった。OGシリーズでもラースエイレム搭載機同士ならステイシス・フィールド内で活動可能なのは同じだが、システム未起動の際は搭乗機も時間が停止する。
スーパーロボット大戦J
元々はコールドスリープのための技術であるが、軍事転用することで同じラースエイレムを搭載した機体もしくはそれを中和する装置を搭載した機体以外の動きを完全に停止させ、一方的な行動を可能とする。これによって、地球側はラースエイレムキャンセラーの登場まで一方的な敗退を余儀なくされた。作中ではラースエイレムキャンセラーの予備として、搭載機同士で効果を無効できることを利用するため、フー=ルーまたはジュア=ムの搭乗していたラフトクランズを鹵獲していた。
スーパーロボット大戦OGシリーズ
ラフトクランズ以外にグランティードやバシレウス、クストウェル・ブラキウム、ズィー=ガディンにも搭載されている。グランティードのラースエイレムは、エ=セルダが奪取して脱走する際の戦闘でカロ=ランの不意打ちによって破損しており、バシレウスと合体してグランティード・ドラコデウスになるまで使用不能であった。ズィー=ガディンはグ=ランドン専用のラフトクランズからラースエイレムのコアを移植している。厳密には時間を止めるのではなく「ステイシス・フィールド内の時間の流れを極限まで鈍化させ、事実上は時間を停止させる技術」となっている。
『J』に比べ、大幅な制限や制約が加えられた。技術面では、使用には「エイテルム」というフューリーの母星でのみ産出される希少鉱物が必須であり、そのエイテルムも限界使用回数に達すると消滅してしまう（しかも実際に使うまで限界かの判断はできない）。母星を失って再入手が不可能なため、絶対使用回数は有限であり、フューリー内でもエイテルムの温存を気にかけている。さらにステイシス・フィールドの発生には莫大なエネルギーが必要で展開は数分間が限界、発生させた機体は大幅にエネルギーを消費してしまい、フィールド内で行動する機体やパイロットは相応の物理的ダメージを受けることになる。倫理面では、OGシリーズにおけるフューリーは騎士道を重んじる文明のため、ラースエイレムの軍事利用を一方的に相手を殺害する卑劣な行為として忌避している。禁士、騎士、準騎士が使用するには許可が必要であり、皇帝（劇中ではシャナ=ミア）の許可なく使用した場合は厳罰（最悪の場合は死刑）に処される。劇中にてジュア=ムは自身が危機に陥った際に無断で使用したため、グ=ランドンから騎士団除名、階級剥奪という罰を受けている。ただし騎士ではない諜士ら暗部の者は無視して使用している。
ラースエイレムキャンセラー
主人公機に搭載された特殊装置。ラースエイレムに対抗できる唯一の機構であり、原理は不明だが装置を中心として、ラースエイレムの時間停止効果を広範囲にわたって無力化することが出来る。アル=ヴァンの推測では、コアにエ=セルダ機のラースエイレムが使用されている。
『OGMD』には存在せず、時流エンジンがラースエイレムへの対抗策として機能する。これはOGシリーズにおけるラースエイレムは時間の流れを停止ではなく鈍化させる技術であることから、時流エンジンに搭載された「可逆性タイムタービン」という装置で自機の時間の流れを強制的に加速し効果を中和しているという仕組みである。また、その性質以上、キャンセラーとは異なり時流エンジン搭載機しかラースエイレムを無効化することができない。ラースエイレムの原理を知ったギリアムによって対抗策として発案されたが、劇中当初では時流エンジンは全て解体処分されていたことから新規に製造することとなり、劇中では2機分しか製造できなかったものの、OGシリーズにおけるラースエイレムはフューリー側も多用や長時間使用ができないものであるため、対抗策として充分に機能した。

## 人物
声優は『OGMD』にて初めて設定された。

### 主人公
紫雲 統夜（しうん とうや）〈J〉 / トーヤ・シウン〈OG〉
声 - 島﨑信長
17歳。男性。ごく普通の高校生。母親は5歳の頃、父親は4年前にそれぞれ死亡しており（父親のエ=セルダに関しては後述）、物語開始時は一人暮らし。両親が充分なお金を残していたため、生活に不自由はしていなかった模様。まっすぐで正義感も強いが、物事に積極的になれない臆病な一面ものぞかせる。あまり服装には気を使わない方である。
特に守るべき物もなく漠然と平凡な日常を送っていたが、通っていた高校でロボットの戦闘に巻き込まれ、成り行きでパイロットになってしまう。物語の序盤は頑なに出撃を拒んでいたが、ロボットで戦闘を行った件による軍からの追及を避けるため、火星へ向かうナデシコに乗艦し、渋々ながら参戦していた。しかし3人娘や仲間達との絆を深めるうち決意を固め、やがて自らの意志で戦うようになる（それに伴い、戦闘時の台詞も頼もしいものに変わる）。
フューリーと地球人とのハーフであるため、サイトロン・コントロールを用いたフューリー製メカに高い適応を示す。フューリーとしての本名はトーヤ=セルダ・シューン（父の名は「エ＝セルダ」で一括りなのでこのネーミングは地球よりのものになる）。かつてフューリー側にいたこともあるらしくシャナ＝ミアとは幼馴染みの関係にあったが、当初はその記憶を失っており、グ=ランドンとの最終決戦後にようやく思い出した。戦いの中で一人前の戦士として、そして人間として大きな成長を遂げることとなり、3人娘の誰かとのEDではない場合、自らを犠牲にしようとするアル＝ヴァンを叱咤する場面もある。
後半ではサイトロンの知識に精通し、その応用法を提案したり、50話では「我が剣」「ヴォーダの闇」など、まるでフューリーの騎士そのものの言動を見せる面があったが、これが父の記憶によるものなのか、またそれがどういった方法で本人に受け継がれたかは不明。戦いが終わった後は高校に復学し、3人娘の身元を引き受けている。
『OGMD』ではカルヴィナや3人娘、フューリー側の設定が大幅に変更された中、基本的に設定や立ち回りは変わっていない。当初は戦うことに消極的だったが、クリスタルドラグーンやアル＝ヴァンの襲撃を受ける中で自らとグランティードにまつわる謎に向き合う覚悟を固め、戦いに身を投じる。シャナ=ミアとは幼少期に一度会ったきりであるが、印象が強烈だったのか、サイトロンの影響なのか、何度も彼女の夢を見ていた。フューリーの実情と自らの背景を知り、グランティード・ドラコデウスに宿るフューレイムの意志に認められたことをきっかけに、彼らを戦いに駆り立てるグ=ランドンを倒し、フューリーとの戦争を終わらせて眠る民達を守ることを決意。これに伴い帰属意識が徐々にフューリーよりに変わり始め、本名のトウ=ヤ・シューンを名乗るようになる。最終的には真の力を発揮したグランティード・ドラコデウスでクロスゲートを破壊、玉座機の乗り手としてフューリーの民達を守るべく、ガウ=ラに移りゾヴォークへ向かうこととなった。
『スーパーロボット大戦X-Ω』ではコンボ企画として期間限定登場、名称はOGシリーズ準拠だが、カティア達との出会い、戦う動機などの背景は『J』準拠となっている。
専用BGMは「Fate」「Limit Over」。
カルヴィナ・クーランジュ
声 - 浅野真澄
22歳。女性。元連合宇宙軍少尉のアーマー乗り。養成校の戦技科教官を相手に全勝記録を作るほどの腕前であり、“ホワイト・リンクス”の異名を持つ天才パイロットであったが、協調性に欠けるためか将官からは忌避されており、火星に配属される。そこで人類初の木星蜥蜴との戦闘を経験し負傷。地球圏に戻ったのち、軍を退役する。基本的にはクールで落ち着いた大人の女性だが、言動がやや攻撃的であり、激情的な一面も持つ。
退役後はアシュアリー・クロイツェル社の月支社で契約社員として、新型機動兵器の運用における評価と教導官役を務めていた。フューリーが証拠隠滅のために起こした襲撃で開発プラントとテスト機を破壊され、ただ一人生き残るがパイロットとしてはリハビリが必要になるまでの重傷を負う。2か月後、ネルガル重工に戦艦ナデシコのクルーとしてスカウトされ、戦闘アドバイザーとして乗艦。しかし月から脱出する時に遭遇したカティア、テニア、メルアが乗ってきたロボットに成り行きで乗ることになり、事態に流されるままパイロットとして復帰する。統夜と違いカルヴィナは地球人だが、月支社において長期間サイトロンを浴び続けたために、サイトロン・コントロールに対する適性が生じ、サブパイロットのサポートを受けることでフューリー製メカの操縦が可能となっていた。第1話では一切戦闘に参加せず、戦闘指揮官の立場に立ち、アグレッサーとしてパイロットの育成も行っていたというスパロボとしては珍しい行動を取る主人公である（スパロボに登場した女性主人公で唯一のアグレッサーである）。序盤のみ「グッドラック」という口癖がある。
後に死別したはずの恋人アル=ヴァンと再会し、信頼していた彼がフューリーであり、社の一般人達やカルヴィナを裏切っていた事実を知って復讐者となる。アル=ヴァンに対しては怒りに駆られ我を忘れることが多いものの、心の奥底ではなおも一途に想い続けていた。決着後、彼が死亡したと思われた際はショックで部屋に閉じこもり、以後は改めてアル=ヴァンのことを理解し始め、態度を軟化させた。序盤ではアル=ヴァン以外の他人に「カルヴィナ」と名前で呼ばれるのを嫌っていたが、後半ではそういった様子は見せなくなる。戦いが終わった後はフューリー移民のオブザーバーとなり、関係を修復したアル=ヴァンと共に働いている。
『OGMD』では、立ち位置はほぼ同様であるが、もう一人の主人公であるトーヤと競演している。当初は彼を「悲劇の主人公を気取っている」「坊や」と、八つ当たりに近い形でなじっており、トーヤからも恋人関係にあったアル=ヴァンの素性について何も知らなかったのかと疑われる等、一触即発になりかねない事態にもなっており（この時はイルムが止めている）、非常に険悪な間柄であった。しかしアル=ヴァンの素性やフューリーに関する実情、そしてトーヤが否応無しに背負わされることになった重すぎる宿命についてシャナ＝=アから聞かされてからは、彼に対してとっていた態度の非を自覚し、素直に謝っている。アル=ヴァンからは「カリン」という愛称で呼ばれている。
専用BGMは「Revenger」「Guardian Angel」。

### サブパイロット
主人公の補佐として主人公機に搭乗する3名の女性。いずれも幼い頃フューリーに拉致され、実験体としてガウ=ラ・フューリアで育てられ、サイトロン・コントロールに適応できるよう肉体に処置を施されている。正確な年齢はいずれも不明だが、カルヴィナはコン・バトラーのパイロット勢と同世代と見立てており、エンディングでは千鳥かなめらの通う高校に下級生として編入されている。3人は主人公機の操縦に欠かせない存在となっているが、彼女らが拉致され、改造を受けたそもそもの理由については作中では語られておらず、仄めかされる程度である。それぞれの特殊EDにおいては、統夜編では恋人、カルヴィナ編では秘書になっている。
『OGMD』では、設定にある程度の変更が行われている。3人共フューリーに拉致されてはおらず、元はトーヤと同じく民間人で、家族もストーリー開始直前までは存命しており、アシュアリー・クロイツェル社の月支部に呼び出されるまでは互いに面識も無かった（襲撃の一週間ほど前に呼ばれたことが語られている）。各々の両親はアシュアリー・クロイツェル社の社員であるのと同時に、地球とフューリーの共存を目指した「同化計画」を実現させるべく秘密裏に活動を行っていた勢力のメンバーであった。親の片方がフューリー人であったことで、3人ともトーヤと同じく地球人とフューリー人のハーフとなっており、それがサイトロンのコントロールが可能な理由にもなっている。ストーリーの開始時、サイトロン・コントロールの調整が出来るようグランティードのコピー機といえるベルゼルートの起動テストに協力していたが、ゾヴォークと思われる勢力（実際はソ=デス率いる鹵獲されたゾヴォーク機によるもの）の襲撃を受けて月支部は壊滅し、3人とも家族を失う。この時テニアだけはカルヴィナと共にベルゼルートに搭乗していたため、序盤は他の2人と離れ離れになっている。一方のカティアとメルアは、月支部が破壊された直後に駆けつけたエ=セルダの搭乗するグランディードに回収されて地球に降下、トーヤが住まう北海道・札幌市街近郊に向かうことになっている。
専用BGMが存在し、主人公後継機の最強武器使用時にのみ彼女らのBGMが適用される。
カティア・グリニャール
声 - 日笠陽子
3人娘のリーダー格。テニア、メルアと出会い姉妹のような関係になる。後に統夜の父エ=セルダの手によって他の2人と共に主人公機でガウ=ラ・フューリアを脱出、サイトロンの導きにより主人公と出会い、行動を共にするようになる。
3人の中では最も大人びた容姿をしており（統夜と並ぶと姉弟にしか見えないと発言することも）、真面目で物静かな雰囲気を持つ。一度言ったことは決して曲げない頑固者で、主人公と衝突することも。また「自分たちには戦う以外に何もない」と訴え、普段は見せない激情的な面をのぞかせたこともある。基本的に正論を言うが時折危ないことを言い出したり、サイトロンの影響か要領を得ないながらも未来を見越したような発言をすることもある。ごく落ち着いた言葉遣いだが、ゲーム後半では語尾が「-ですわ」といった口調となり、統夜にも敬語を使い出すなど不自然な言動になる。ただし、激しい情動に駆られた際は地の口調が出る。一方、ホシノ・ルリの口癖「バカばっか」をこっそり口にしてみたり、『ゲキ・ガンガー3』を見てすっかり感化されるなど、真面目一辺倒ではない面もある。
『OGMD』では中断時会話で口調の変化をネタにしたコントのほか、トーヤ役の島崎とカティア役の日笠が『健全ロボ ダイミダラー』で共演していたことによるパロディが存在する。
普段は髪をピンでまとめてアップにしており、降ろすと首筋まで届く。左利き。
彼女のサポートを受ける場合、機体の武器射程が+1、運動性が+10される。専用BGMは「Resolution」。
フェステニア・ミューズ
声 - 東山奈央
3人娘の中では主にツッコミ担当。愛称は「テニア」。明るく陽気なムードメーカーで、言動も明朗かつ強気。時々やや乱暴な言動になる。しかし序盤では内面の不安を覆い隠す手段としてそうしていた節がある。「戦う以外に何もないのが怖くてどうにかなってしまいそうな時がある」と、カティアとは逆の苦悩を抱えている。
美味しい料理に目がなく、ゲーム中で何かを食べる場面での登場が多く食べる量も半端ではない（設定画では、自分の頭より大きな丼に山盛りのご飯を完食している）。ゲームソフトの説明書に「オバケのQ太郎」並に食べると書かれている。その割には3人の中では最も小柄で、胸のサイズも最小である（戦闘アニメーションのカットインで揺れる程度のサイズはある）。本人はそのことを非常に気にしており、食事と体型との関係について尋ねた相手は、容赦のない実力行使で報われることとなる。統夜とは気兼ねなく友達のように接するが、統夜がシャナ=ミアについて話した際には、面白くなかったようである。
『OGMD』では、カルヴィナと共にアシュアリー・クロイツェル社でベルゼルートに搭乗して起動テストをしており、序盤ではカティアやメルアと離れ離れになっていた。
彼女のサポートを受ける場合、機体の武器攻撃力が+200、クリティカル率が+10される。専用BGMは「Powerful Eater」。
メルア・メルナ・メイア
声 - 茅野愛衣
3人娘の中では戦闘も苦手であり、やや内気で引っ込み思案な所があるが、芯の強さは随一とみられる。言動は常にマイペースで、カティアやテニア以外には敬語で話す。統夜編においては「統夜は私たちの居場所を作ってくれた人。彼が何者であろうと関係ない」とアル=ヴァンに言い返すなど、その内に激しい感情を秘めている。
チョコレートやキャンディなどのお菓子に目がなく、コックピットにまで持ち込んでカティアに怒られることもしばしば。お菓子好きに関しては、フューリーの施設で甘い物を食べられなかった反動だろうと甲児などは推測していたが、幼い頃にメルアの父や母がお菓子を与えてくれた記憶を思い出すというのが本当のところのようである。好き嫌いは少ないが、納豆などのネバネバ系は全く駄目。普段は髪をシニヨンにしてまとめており、降ろすと背中まで届く。
彼女のサポートを受ける場合、機体の移動力が+1、装甲値が+300される。専用BGMは「Sweet Suite」。

### その他非戦闘員
フランツ・ツェッペリン
アシュアリー・クロイツェル社のスタッフ。地球人男性。プロジェクトでフューリーの技術を用いた機動兵器の開発に携わっていたが、フューリーの存在とその思惑に気づく。証拠隠滅のため殺されることを察知し、自身の記憶を疑似人格として遺した。
主人公機を開発した人物であり、後継機開発の手配も行っていた。ストーリー中では実際の生死には言及されていない。ゲーム中に登場する彼は、アラン・イゴールによりもたらされた記録ディスクに保存されていた初歩的なプログラムによる疑似人格に過ぎないため、具体的かつ限定的な質問に答えることしかできない。それでも社交辞令をプログラムする余裕はあったらしく、時には生身の人間のような態度を見せることもある。統夜の父・エ＝セルダとは種族を超えた親友関係にあった。そのためか統夜とは直接面識があり「フランツおじさん」と呼ばれている。カルヴィナも彼の名を知っており、アル=ヴァンとも友人関係であった。3人娘も彼の姿を見たことがあるという。
『OGMD』では存命しており、アシュアリー・クロイツェルのドイツ支部にて、ベルゼルート2号機をベースにしたベルゼルート・ブリガンティの開発を行っていた。

### フューリー
敵時の共通BGMは「Moon Knights」。
シャナ=ミア・エテルナ・フューラ
声 - 早見沙織
フューリーの皇女で、現在目覚めた状態にあるフューリーの中では最も高い地位にいる。統夜とは幼馴染みの間柄。統夜を主人公にした場合、物語は彼女が祈りを捧げる絵でスタートする。話の折々に登場するが、物語中盤まで顔グラフィック有りでの登場はしなかった。
地球人を滅ぼそうとする騎士団の行動を憂いているが、フューリーのためを思うと止めることもできず、苦しんでいる。主人公にサイトロンを通じてたびたび自分の姿を見せたり、語りかけもしている。物語終盤では主人公と完全な対話（サイトロンを介したもの）をするが、カルヴィナが主人公の場合にはカティア達を介して彼女と対話し、統夜が主人公の場合にはサイトロンによって心をつなぎ直接対話している。そして主人公たちが月に到達した際、「門」を単独で開き直接接触、フューリーには強硬派と穏健派がおり、自分たち穏健派は地球人との共存を望んでいると語った。アル=ヴァンとは従兄妹の間柄に当たるためカルヴィナにアル=ヴァンを託す。彼女もまたサイトロン・コントロールを扱うことができる。そのため、3人娘の誰かとのEDでない場合、主人公機にサブパイロットとして搭乗し、ガウ＝ラ・フューリアの暴走を止めに向かう。本人曰く「戦うことはできないがサイトロン機構を扱うすべは心得ている」とのこと。
全てが終わった後、フューリー代表として人類と対話の道を歩み、エンディング次第では第一次地球圏争乱の終結後フューリー自治議会代表に就任し、残されたフューリーの地球移住のため尽力していることがわかる。ステイシス・ベッドによって眠っていたフューリーではなく、彼らが目覚めてから生まれた、40億年前の戦争を知らない世代である。その事実から少なくともシャナ=ミアの生誕時点で母親が存命であったことは確実だが、ストーリー上ではフューリーの指揮はグ=ランドンが執っており、肉親の詳細は語られていない。名前の「エテルナ」は「永遠」を意味するラテン語に由来。
『OGMD』では序盤より登場。立ち位置も変わっており、3人娘と同じくヒロイン格の一人として、トーヤと幼馴染みである設定も明確に明かされている。ヴォーダの門（クロスゲート）の封印の要となるグランティードの奪還を命令しているものの、あくまでも操縦者であるトーヤ達は生かして捕らえるよう厳命しており、彼等がガウ=ラ・フューリアに連行されてからは自ら捕らわれているその場へと赴き、トーヤに自らが過去に会っていた事実やフューリーの実情について語っている。その後、運命に導かれるかの如く、自らの意思で動いたグランティードに乗せられる形で、トーヤおよびパートナーと共にガウ=ラ・フューリアから出ることになり、以降は神竜バシレウスと合体したグランティード・ドラコデウスのサブパイロットとして鋼龍戦隊に参加することになる。ガウ=ラ・フューリアでの決戦では、新たな皇帝になるべく皇家の血統を得ようとしていたグ=ランドンから后になるよう求められ、その際に動揺しながらトーヤを見つめていた事実からも、トーヤのことを異性として意識していることが窺われる（同乗しているパートナーだけがその想いに気付いている）。
アル=ヴァン・ランクス
声 - 石川英郎
フューリー聖騎士団の幹部で騎士。男性。フューリーの戦力を整えるべく、物語開始の数年前より地球圏に潜伏し活動している。
表向きの立場は元連合宇宙軍大尉であり、アシュアリー・クロイツェル社で新型兵器開発プロジェクトに参加していた。カルヴィナが主人公の場合はその元恋人でもある。統夜の父であるエ=セルダとは師弟関係にあり、彼のことを誰よりも信頼・尊敬していた。しかしフューリーの騎士としての任を全うすべく、裏切り行為を行ったエ=セルダをその手にかけたことや、恋人であるカルヴィナを結果的に裏切ったことなどを後悔している。後半戦でのオーブ防衛戦にて、統夜の素性、あるいはフューリーと地球人の関係について語ろうとしたが、飛び込んできたジュア=ムに妨害され、そのまま爆発に飲まれた。一命は取り留めたもののその行動がグ=ランドンの不興を買い、失脚。その後何をしていたかは不明だが、最終的にはグ=ランドンと対立し、フューリーと地球双方の未来のために戦うことを決意。統夜が主人公の時はEDで命を落すことがある（3人娘の誰かとのEDではない場合は生き残り、フューリー自治議会副代表としてシャナ=ミアを補佐する。新聞に載ったスーツ姿はかなり似合っているらしい。その際、3人娘とのEDで統夜に言う台詞を逆に言われている）が、カルヴィナが主人公の場合は生き残り、彼女とよりを戻している。フランツは彼を「良い男」と評している。
『OGMD』では、エ=セルダを直接手に掛けたのがカロ=ラン、アシュアリー・クロイツェルの月支社を破壊したのはソ=デスという設定になっている。ただし、ストーリー序盤にてグランティードを持ち出したエ=セルダの後を追い、既にソ＝デスによって破壊されていたアシュアリー・クロイツェル月支社の元へ向かった結果、そこで遭遇したカルヴィナから、月支社を破壊し仲間達を殺したのが自身だと誤解される（ラフトクランズに乗っていた上に無断で外に出ていたため、何も説明できなかった）。その後は『J』同様に失脚し幽閉の身となっていたが、自らの行いに内心悩んでいたフー=ルーの手引きによって脱出。カルヴィナと和解し、鋼龍戦隊に協力する。しかし居合わせたジュア=ムの精神は完全に破綻してしまい、彼の死後、尊敬されていた騎士として導いてやれなかったと後悔していた。潜入時にアリスター・リンクスという偽名を用いていたため、カルヴィナからは「アリー」とも呼ばれる。
『J』では味方時のBGMは統夜・カルヴィナと同じ「Limit Over」「Guardian Angel」だが、『OGMD』では味方時の専用BGM「The Knights of the Fury」が追加された。
エ=セルダ・シューン
声 - 堀秀行
トーヤの実父で、地球での名前はセルドア・シウン。フューリー聖騎士団の幹部を務めていた騎士。
ジュア=ムには大戦の英雄と呼ばれており、40億年前の大戦を実際に戦い、その中で多大な貢献をしたことが窺い知れる。フランツとは種族を超えた友人である。妻も地球人で、その間に生まれたのが統夜である。アル=ヴァンの師でもあったが、3人娘を施設から逃がす際、囮となって追っ手のアル=ヴァンと戦い、死亡。その際、「主人公機はフューリーに決して渡してはならない、そして破壊されてはならない」という言葉を残した（父は4年前に死亡したと統夜は言っていたが、実際には偽装した死であった）。本編中、名前は度々出るものの、本人は死亡しているため登場はしないが、シナリオの要所に関わる重要人物である。
『OGMD』で人物像と役職が判明。禁士長（皇族の親衛隊長）を務める。また、遥か昔にヴァウーラ（ルイーナ）を招き入れてくるヴォーダの門（クロスゲート）を封印する際、先代皇帝であるシャナ=ミアの父と共にグランティード・ドラコデウスに搭乗し、戦っていたとされている。物語開始時にて、フューリーの暴走を阻止すべくグランティードを持ち出し、アル=ヴァンと互角以上に交戦していたが、カロ=ランの不意打ちによって重傷を負い、その場を逃走。ソ=デス率いる破壊工作部隊に破壊されてしまったアシュアリー・クロイツェルの月支社の元へと駆けつけ、カティアとメルアを回収した。地球の日本にある自宅へと向かい、そこでトーヤと再会するものの、彼を乗せた状態で追っ手を撃破した後、力尽き落命した。その後、遺体は連邦軍の元で検死が行われ、地球人と脳の一部構造が違うことを確認されている。
専用BGMはアル=ヴァン同様、「The Knights of the Fury」。
ジュア=ム・ダルービ
声 - 松風雅也
フューリー聖騎士団の準騎士。男性。アル=ヴァン、フー＝ルーの部下。自惚れが強く地球人を見下す一方、直属の上司で師匠に当たるアル=ヴァンのことを強く慕っている。
後にアル=ヴァンが失脚したことで精神のバランスを欠いてしまい（顔のグラフィックも変わる）、統夜あるいはカルヴィナを執拗に殺そうする。その際に準騎士から騎士に昇格し、赤いラフトクランズを受領している。40億年前の大戦には参加しておらず、カルヴィナのストーリーでは、カルヴィナの教官時代に彼女の教え子だったことが明かされている。もっとも自分の師はアル=ヴァンだけと思っており、内心ではカルヴィナを軽んじていたことがセリフの端々に見て取れる。ラフトクランズ搭乗後のカットインと台詞は顔グラフィック変更後と変更前の二つがあるが、劇中で見られるのは前者のみ。最期には自身の敗北を認められず、「真の死」に怯えながら爆発に消えた。
『OGMD』では、家族に両親と弟のアドゥ=ムがいたが、アドゥ=ムは長期間の冷凍保存に身体が耐えられず死亡しており、そのことで強行的手段をとろうとしなかったシャナ＝ミアのことも内心憎んでいた。他にもクド=ラという大切に思っている人物がおり（明言はされていないが、カロ=ランとの会話から「近親者」とみられる）、騎士を目指していたのも、その地位を得ることで両親やクド=ラの優先的生存権を得るためであったことが明かされている。アル=ヴァン失脚後、そのことに戸惑いながらもグ=ランドンに期待される形で念願の騎士の地位を与えられ、スタンダード・モデルとされる赤いラフトクランズを受領。アル=ヴァンを惑わせる原因と見ているカルヴィナを抹殺するべく奮闘するも、裏切られ仲間を殺された彼女の執念に恐怖し、敗死を免れない状況に追い込まれたため許可なくラースエイレムを使ってしまう。それにより生還するが掟を破ったとして騎士の地位を剥奪される（本来なら処刑もあり得るところをグ=ランドンの温情により地位剥奪だけで済まされている）。もはや家族やク=ドラを救えない絶望感に打ちひしがれ、カルヴィナへの憎悪が肥大し、躁鬱状態となる。そこに付け込んだカロ=ランの引き抜きを受け、諜士となってクストウェル・ブラキウムを受領。カルヴィナを含む鋼龍戦隊のみならず地球人そのものへの憎悪を剥き出しにした復讐鬼と化す（戦闘時の台詞もより暴力的・侮蔑的に変化）。ガウ=ラ内部での決戦では、カロ=ランから次期諜士長の地位を提示された上で戦いを挑むも、尊敬していたアル=ヴァンがシャナ=ミアの側につき、さらには自身の憎悪の対象であるカルヴィナを愛していると告げられたことで完全に精神が破綻してしまう。最後は自らの死を受け入れられないまま、クド=ラの名を叫びながら死亡する。
フー=ルー・ムールー
声 - 本田貴子
フューリー聖騎士団の幹部で女騎士。冷静な性格や見た目とは裏腹に戦いが生きがいの女傑。
部下のジュア=ムや、直属の上司であるグ=ランドンと比べても、より純粋な武人と言える。アル=ヴァンの失脚後、彼に代わってフューリー騎士団の指揮を執ることになるが、精神に異常をきたし始めているジュア=ムには手を焼いていた模様。武力ではなく謀略を用いて地球を混乱させていることに引け目を感じており、最後は騎士として闘えることを心底喜びつつ闘いに挑む。撃破された際はシャナ=ミアから脱出を促されるが、騎士として最高の死に方を望み、乗機もろとも爆散した。可愛い物が好きらしく、『フルメタル・パニック!』のボン太くんとの戦闘の際には「あなた、可愛いわね」と発言する。女性に目のないクルツに唯一女性扱いされないキャラクターでもある。
『OGMD』では、立ち位置はほとんど変わらないものの、グ=ランドンに対して想いを寄せるような様子を見せている。一方で自分の騎士としてのあり方について悩んでいる節も見せ、更迭処分にされたアル=ヴァンの脱出を手引きしている。射撃に長けるという設定で専用機も射撃戦向けにカスタマイズされているが、パイロット能力は格闘寄りになっている。
グ=ランドン・ゴーツ
声 - 玄田哲章
『J』の最終ボス。男性。フューリー聖騎士団の総代騎士で、騎士階級の長。威厳あふれる容姿で責任感が強く、部下達からも信頼されていたが、やや自己中心的で大局を見ようとしない部分もある。
太古の戦いでの敗戦の際に先帝の命令で逃走の指揮を執り、多くの同胞達を犠牲にしてしまった過去があり、幾万の時を越えた現在においてもその過去に縛られ続けている。それが原因で、たとえ地球人類全てを抹殺してでも地球を手に入れようとする。そのやり方は次第に暴走していき、最終的には半ば正気を失い、乗機であるズィー=ガディンの出力を最大発揮するべく、ステイシス・ベッドに眠る同胞達を犠牲にしようとするなど手段と目的を取り違え、総代騎士としての面影は完全になくなっていた。最期は統夜やカルヴィナ、そして反乱を起こしたアル=ヴァンらの手によって葬られ、ようやく過去の苦しみから解放された。
『OGMD』では、最終的に発狂こそしないものの、過去の大戦とフューリーの純血に縛られ歪んでしまっている。『第2次OG』における宿敵ルイーナの動向はあえて無視していた。純血主義を守るためにエ=セルダらの融和計画を潰し、シャナ=ミアを皇后として自らが新たな皇帝になるという野心家になっている。ただしフューリーを全盛期のように復活させたいという思いは変わっていない。シュウ・シラカワのファミリアのチカからは、名前が「グランゾン」に似ていてややこしいと言われた。
専用BGMは「Doomsday」、「Judgement」（『OGMD』）。
カロ=ラン・ヴイ
声 - 島田敏
暗殺や諜報を担当する諜士のトップである諜士長。禿頭の男性。物語序盤でアシュアリー・クロイツェル社の月支部への攻撃をソ=デスに命令し、エ=セルダことセルドアに瀕死の重傷を負わせた張本人として扱われており、トーヤにとっては父親の仇となっている。騎士ではないが、専用のラフトクランズを持つ。
初出は『OGMD』。根っからの現実主義者かつ利己主義者で、表向きはグ=ランドンに同調しつも、内心では純血に拘る彼の思想だけでなく、騎士の誇りや冷凍睡眠し続ける民を重んじるフューリー全体の方針そのものに反感を募らせている。いずれ反旗を翻してフューリーの実権を掌握し、ゾヴォークやバルマーに取り入ってそれら全てを支配するという、分不相応といえる野心を持っていた。自らの目的を果たすべく、シャナ=ミアの出奔後、邪魔な存在となり得る宰士長のダ=ニーアを抹殺。さらに騎士の称号を剥奪されたジュア=ムを唆し、彼にクストウェル・ブラキウムを与えるなど暗躍を重ねる。しかしグ=ランドンからはその本性を看破されており、体よく利用されることになってしまう。最後はガウ=ラ内部での鋼龍戦隊との戦闘で追い詰められ、背後からグ=ランドンの搭乗するズィー=ガディンにコックピットを貫かれて死亡。
ソ＝デス・ズォー
声 - 荒井聡太
暗殺や諜報を担当する諜士。男性。物語序盤で物語序盤でアシュアリー・クロイツェル社の月支部へ破壊を実行に移した張本人で、3人娘にとっては両親の、カルヴィナにとっては同僚達の仇となっている。
初出は『OGMD』。陰湿かつ皮肉屋な性格で、台詞の所々からもサディストの気があるのを窺わせている。ジュア=ムとは険悪な間柄で、諜士であることを見下されていたが、彼が騎士の称号を剥奪されてからは逆に見下している。諜士という身分上ラースエイレムの使用に躊躇が無く掟にも縛られないことから、グランティードの奪還任務でラースエイレムを使用する役割を担い鋼龍戦隊を苦しめるも、3度目において乗機ラフトクランズのラースレイエムが最悪のタイミングで限界を迎えて使用出来ず、カルヴィナに撃墜され自身がヴォーダの闇に堕ちることに恐怖しながら最期を迎えた。
ダ=ニーア・ゲルト
皇家に長年使える宰士長。男性。権威を振りかざすしか能がないためか、人望はどちらかといえば薄い。
初出は『OGMD』。グ=ランドンと同様に純血主義にこだわる思想の持ち主であるが、そのグ=ランドンからも内心は邪魔な存在としか見なされず、シャナ=ミアが出奔したのを機に、彼とカロ=ランの陰謀によって始末される末路を迎えた。数千年前にフューリー本星を襲ったヴァウーラ（ルイーナ）による大災厄を実際に経験しているが、人工冬眠を繰り返しており実年齢は60代。

## 機体
以下の内容は『OG』シリーズでの設定。武器後ろに括弧書きで『J』の武器名で記す。

### ベルゼルート
オルゴン・エクストラクター搭載機で、機動性と遠距離射撃性を重視した機体。単独飛行が可能で、元々はあらゆる状況において問題なく対応できる汎用機として開発された。ただし装甲が脆弱（特に脚部は空力カウルとさえ言えるほどに薄い）で、防御性能は高くない（ただしガウルンの搭乗するコダールのラムダ・ドライバの攻撃を受けきっているなど、決して機体構造そのものが脆いわけではない）。
デザインコンセプトは「大きな翼を持たなくても飛べそうな機体」。脚部は飛行機の翼をイメージしているため細いが、リオンとの差別化からよりロボット的なものになっている。当初はロービジ塗装だったが、地味なため現在の青と白のカラーリングに変更された。
『J』では、前半主人公機の中では唯一マップ兵器を持っているが、白兵戦用の武器を持っていないため、コンボが出来ない。
『OGMD』では、地球製オルゴン・エクストラクター搭載機となっており、グランティードのデッドコピーあるいは地球製グランティードといった側面を持つ。一方でグランティード、クストウェル・ブラキウムと異なりラースエイレムを搭載しておらず、ラースエイレムキャンセラーも存在しないことから同装置に対し全くの無力となっている（後継機のベルゼルート・ブリガンディも同様）。細い脚部はOG世界の反重力機関テスラ・ドライブとランディング・ギアの組み合わせという設定。襲撃者へのカマかけに「ベルゼバイン」という偽名を使っている。PTやAMと同様の汎用武器を装備可能（ブリガンディになると不可）。
武装
ミサイル・ランチャー
両膝に各6門ずつ、計12発搭載されたミサイルを発射して攻撃する。
ショート・ランチャー
腰に装着された2丁のビームガン。ビームを片方2連射後、投げ上げたもう一丁をキャッチして2連射、計4連射する。
オルゴン・ライフル
本機の主力武装。弾丸を打ち分けられる汎用性の高い大型銃である。
オクスタンランチャーと機能が類似した武装であるが、ショート・ランチャーとの合体機能も持つ。
オルゴン・ライフルNモード（オルゴンライフルN）
突撃しながら実弾を3連射する。射程は長いが近距離では使用できない。
オルゴン・ライフルBモード（オルゴンライフルB）
大出力ビームを2発撃つ。射程の長さが半端なうえ隣接しての使用ができないが、威力は高い。
『OGMD』からはビームを固定し、長大なビームブレードとしても使用可能な機能が追加されており、敵機に接近しつつビームで初撃、ブレードで連撃を加える演出となっている。
必殺技
オルゴン・ライフル・アブソリュート（オルゴンライフルA）
オルゴン・クラウドを展開し、ショート・ランチャーを本体からパージしてライフルに接続、エネルギーを矢状に固めて撃ち出す。
ライフルにショート・ランチャーがつくことで十字形となり、銃床のグリップを引き絞る動作と相俟って矢を射るような構えとなる。
前方一直線型のMAP兵器版も存在する。

#### ベルゼルート・ブリガンディ
文字数の都合で『J』の表記は「B・ブリガンディ」。
大破したベルゼルートを改修し、重装甲・高機動を実現させる強化アーマーを装着した機体。装甲の強化に加えオルゴン・クラウドとの併用によって防御力が改修前より大幅に向上しているほか、大出力のバーニアによって高い機動性も併せ持つ。メイン武装であったオルゴン・ライフルはシステムを強化アーマー自体に取り込んでいるため、瞬時にモードを切り替え多彩な攻撃が可能となった。メインカメラはデュアルセンサータイプに改修されている。ベルゼルートが強化アーマーの胴体に座り込む様な形で合体している。強化アーマーを分離、バスターモードに変形させることでオルゴン・バスター・キャノンとなる。その際、ベルゼルートはキャノン後部にドッキングして砲手の様になる。
『OGMD』では改修機ではなく、フランツの開発していたベルゼルート2号機に、大破した1号機から操縦系統を移植した機体と変更された。強化アーマーはバスター・アーマーと命名されている。
武装
オルゴン・ラグナ・ライフル
両腕に装備されたオルゴンライフル。固定装備とすることで運用性の向上を図っている。
ラグナ・ライフル（Nモード）
『OGMD』で追加された武装。左腕のライフルからの単発射撃。
ラグナ・ライフル（Aモード） （オルゴンラグナライフルN）
左腕のライフルからオルゴン結晶弾を2連射し突撃、ライフルを敵機に突き刺してもう一発撃つ。
ベルゼルートと異なり射程が短いが移動後の使用が可能となっている。
『OGMD』で最初の連射は左腕から右腕のライフルを変更。
ラグナ・ライフル・ブラステッド（オルゴンラグナライフルB）
大出力ビームを2発撃ちこむ。ビームの色が多少変わっている。『OGMD』では全体攻撃。
オルゴノン・レーザー（ホーミングレーザー）
強化アーマーから撃ち出すレーザー。アーマー各部を展開し発振器を露出、レーザーを数度に渡り照射し、爆発を確認後に離脱する。
扇型範囲タイプで味方識別が可能なMAP兵器版も存在する。
アーマー・ビット
左右肩部に2機ずつ計4機装備された無線誘導式の攻撃端末。オルゴン・バスター・キャノン中にテニアが使用する。
必殺技
オルゴン・バスター・キャノン
強化アーマーを展開して放つ高出力エネルギー砲。パートナーで演出が変わるが、敵を結晶化させるオルゴン・バスターを発射することは共通。
カティア搭乗時にはオルゴン・バスターを放った後、エネルギーを結晶化させ巨大な矢状の砲弾を形成し撃ち込む。
テニア搭乗時にはオルゴン・バスターを放った後ビットを射出、エネルギーを結晶化させ巨大な槍とし、ビットで削った後突撃、離脱する。
メルア搭乗時にはミサイルとレーザーを撃ち込んでからオルゴン・バスターを発射、両ラグナライフルを発射して締める。

### クストウェル
オルゴン・エクストラクター搭載機で、フューリーに存在するオリジナルを基に開発された近接格闘戦用の機体。軽量・高機動の機体でありながら装甲も強力という高性能機で、主に拳での打撃や両腕にマウントされた盾型の武装を合体・装着しての格闘攻撃で戦闘を行う。マキシマムモード（オルゴンフィニッシュ）時には頭部が展開し、メインカメラがデュアルセンサーの形となる。全ての武器が移動後使用可能。
武装
オルゴンスラッシュ（Oスラッシュ）
突撃しながらエネルギーを拳に集中し4回殴りつけ、ジャンプして爪先のブレードでさらに攻撃を加える。
コンボ攻撃時には拳にエネルギーを集中させ、1発ずつ敵を殴りつける。
オルゴンショット（Oショット）
拳にエネルギーを集中させ、結晶化させたエネルギー弾を放つ。弾は拳の形をしている。
オルゴンブロー（Oブロー）
敵機に向って突撃しながら両腕の盾型武装を射出・合体させ右腕に装着、クリスタルの「手」を形成し回転しながら敵機に掴みかかる。
その後敵機の背後に突き抜け、離脱する。突き抜ける際にクリスタルは砕ける。
必殺技
オルゴンフィニッシュ（Oフィニッシュ）
マキシマムモードを発動してオルゴン・クラウドを展開、敵機にむかって突撃しながら両腕の盾型武装を射出・合体させ右腕に装着、クリスタルの「手」を形成し高エネルギーを纏って高速で突撃する。
突撃したのち敵機の背後に突き抜け、背後に爆発を見ながら離脱する。

#### クストウェル・ブラキウム
フューリー製の機体で、設定上はクストウェルのオリジナルに該当する機体。ただし作中ではクストウェルと同型の試作機を元に作られた後継機とされ、フューリー製とは別個体のいわゆる「レプリカ」となっている。
外見こそクストウェルと似通っているが、オルゴン・エクストラクターのエネルギー効率などはクストウェルを遥かに上回る。両肩に装備された盾型の武装は短距離の空間転移も可能で、ビットのようにそれぞれで攻撃させることもできる。合体させると巨大なクローに変形し、それを腕に装着して行う攻撃は圧倒的な破壊力を持つ。ベルゼルートやグランティードは以前の機体にパーツが追加されたシルエットだが、この機体は頭部形状が大分異なっている。マキシマムモード時の頭部装甲の展開方法も異なっている。
『OGMD』では、禁士団（近衛騎士団）が保有する機体として登場。ラースエイレムも搭載されている。グランティード奪還の功績により諜士団に与えられ、諜士に加わったジュア=ムにカロ=ランが貸与している。特定の条件を満たすとジュア=ムが機体を破棄し鋼龍戦隊が回収するイベントが発生し、自軍機として使用可能になる。

### グランティード
オルゴン・エクストラクターを搭載する特機型機動兵器。高出力の武装を多数有し、一撃必殺を得意とする。大型機ゆえに機動性は低いが、特殊な装甲で全身を覆っており非常に強固な防御能力を持つ。攻撃面でも近距離から遠距離まで間合いを問わず高い戦闘力を発揮する。オルゴン・クラウド展開時には各部装甲や肩が展開・変形する他、背部から噴出するオルゴン・クラウドは「オルゴンフィールドマント」と呼ばれるマント状のフィールドを形成する。
『J』ではその特徴的な機体フォルムから特別な機体であると思われるが詳細は一切不明。
『OGMD』では、太古からフューリーに存在する機体で「玉座機」と呼ばれる。外見は創世神フューレイム（フューリーを教化したカドゥム・ハーカーム）を模したものとなっており、頭部にはフューレムの魂のコア（輝石）そのものが収められている。フューレイムの魂の完全な覚醒のため、禁士長の家系であるシューン家のものが操縦し、かつフューリー皇族が同乗している場合にのみ真の力を発揮することができ、玉座機という名称は皇族が同乗することに由来する。短時間ならばフューレイム自身が直接機体を動かすことも可能で、劇中では自らが皇族であるシャナ=ミアの回収およびシューン家であるトーヤの救出に向かう場面がある。
武装
クラッシュ・ソーサー
『OGMD』で追加された武装。
両脚部のブレードで形成する刃を備えた円盤。オルゴナイト・バスターの演出でのみ使用される。
オルゴン・ブラスター
頭部リングにチャージしたエネルギーを放射する。
フィンガー・クリーブ（フィンガークラッシャー）
左右の貫手による連続攻撃。最後の一撃を加える際に右手をオルゴナイトの刃で覆い、刺し貫いた敵機ごと右腕を射出する。
オルゴン・スレイブ
胸部パーツから菱形のエネルギー波を放つ。『OGMD』では単純なエネルギー波。上空に飛び上がってから浴びせる。
必殺技
オルゴナイト・バスター
『OGMD』から追加された必殺技。
クラッシュ・ソーサーを展開・投擲して敵機の動きを止め、組み付いて胸部から三角錐の集合状のオルゴナイトを形成、これを高速回転させつつ敵機に押し当て粉砕する。
元はメカデザイン設定のラフスケッチにあった没武装。
テンペスト・ランサー
オルゴン・クラウドを展開し、胸部パーツを射出して右手で保持、オルゴナイトの結晶によって「槍」を形成する。その後、オルゴンフィールドマントを広げて突撃し敵を貫く。『OGMD』ではバスカー・モードでのみ使用可能。大型なグランティードに比して小ぶりな片手用の槍で、穂先をドリルのように回転させる機能も持つ。剣のように振るって連撃を加えつつ上空まで追撃、とどめに敵機の上方を取って穂先を高速回転させ貫く。とどめ演出が入らない場合、敵機に突き刺さった穂先を切り離す演出となる。

#### グランティード・ドラコデウス
文字数の都合で『J』の表記は「G・ドラコデウス」。
グランティードが窮地に立たされた時、それに反応して現れた竜型の機動兵器「バシレウス」が、グランティードと合体して誕生した機体とされているが、『J』では受け取り時の場面との兼ね合いからか、強化ボディとのみ呼称されている。
グランティードの特性をそのまま継承しており、相変わらず機動性は低いが、オルゴン・クラウドを常時展開可能になったことにより防御能力が格段に向上している。オルゴンモード発動時にはバックパックから4頭の竜が出現し、咆哮とともに強大な力を機体に与えるという。
『J』ではその姿はフューリー創生神話に登場する竜神を模しているといわれる（フューレイムの正体については言及されていない）。
『OGMD』では、バシレウスと合体することによって現れるグランティードの真の姿であり、「皇家の真剣」とも言われる。バジレウスはフューレイムがヴォーダの門（クロスゲート）より現れた際に乗っていた竜を模したものとされるが、正体は不明。ただし、バシレウスもグランティード（フューレイム）と同様に自我を持っているようで、自らトーヤたちの危機に駆けつけて合体している。過去のルイーナとの決戦に用いた機体とされており、彼等をファブラ・フォレースに封印したのもこの機体となっている。終盤では真の力を発揮するためシャナ=ミアがサプパイロットとして搭乗し、トーヤ、シャナ=ミア、パートナーの3人乗りに変更されている。
武装
ドラコ・ナックル
『OGMD』で追加。ロケットパンチのように腕を射出する。
オルゴン・ドラコ・ブラスター
頭部リングにチャージしたエネルギーを放射。
途中から出力が上がり、極太のエネルギー波となる。
フィンガー・ドラコ・クラッシャー（フィンガードラコバスター）
左右の貫手による連続攻撃だが一回一回の攻撃に間があり、最後は敵の下方から上方へ突き抜ける。
オルゴン・ドラコ・スレイブ
胸部の竜の顎から放つエネルギー波。高速で飛び上がってから放つ。
エネルギー波の中にひし形が確認できる。
必殺技
オルゴナイト・バスター
『OGMD』で追加。バシレウスの首による噛みつきやドリルで攻撃、最後は「ファイナル・ブレス」で吹き飛ばす。
インフィニティ・キャリバー
身の丈程のサイズを有す大剣「インフィニティ・キャリバー」を使用した必殺技。『J』では使用条件として、同乗するパートナーの搭乗回数が20回以上必要（周回プレイの場合、以前のプレイで条件を満たしていれば最初から使用可）。パートナーによって演出が変わる。『OGMD』ではパートナーの搭乗回数による制限はないものの、本来の搭乗者の一角たる皇家の一族とシューンの一族の両方が搭乗していなければ使用できないという制約が追加された。劇中では「皇家の剣」「無窮の剣」とも呼ばれる。
カティア
オルゴンモードに変形し、5つの竜の頭から発射したオルゴンエネルギーで相手をクリスタルに封じた後、キャリバーを形成し両断する。
テニア
オルゴンモードに変形し、下方からの体当たりに続いて5つの竜頭からオルゴンエネルギーを発射、クリスタルに封じながら上空へ押し上げつつキャリバーを形成し、落ちてくる敵にキャリバーを投げつけて貫通・破壊する。
メルア
名称に反してキャリバーを形成しないのが特徴。オルゴンモードに変形した後にグランティードとバシレウスに分離、バシレウスに乗ったグランティードがオルゴンエネルギーに包まれながらエネルギー体に変化し、相手をクリスタル化させた後に内部でドラコデウスを実体化させて破壊する。フェイスガードを外したグランティードと分離したバシレウスが見られるのはここだけ。
キャリバーは頭部の角状パーツが鍔に、尾部の先端（グランティード時のテンペスト・ランサー部分）が柄になっている。刀身形成時の全長は機体の3倍以上とかなり巨大。3人娘どのバージョンでも攻撃力などに差異はない。
『OGMD』ではどのパートナーでもバスカー・モード変形後はグランティードとバシレウスに分離する。

### リュンピー
フューリー製の機体で、従士と呼ばれる下級兵士が乗り込む汎用量産機。武装は少ないがHPが高い。2種の派生機が存在する。『OGMD』では存在に言及こそされるが、劇中には登場しない。
武装
エネルギーソード
手の甲からオルゴン結晶で形成されたソードを展開、突撃しつつ斬りつける。
ビームライフル
右肩装甲と一体化しているライフルを取り外して左腕に装着して展開、突進しつつ連射する。

#### ドナ・リュンピー
フューリー製の機体で、従士と呼ばれる下級兵士が乗り込む。長距離支援機としてリュンピーを改良したもので、右腕に装着するタイプの大型火器を装備している。リュンピーと異なり、武装がすべて実体弾となっており、接近戦用の武装がない。またリュンピーよりもHPが多く、耐久性に優れる。『OGMD』における連邦軍でのコードネームは『シック・シリンダー』。
武装
マシンガン
左腕に直接装備された3門の機関砲。
ショルダー・キャノン
両肩に内蔵する臼砲。『OGMD』からの追加武装。
ロングレンジキャノン / オルゴン・キャノン
右肩に装備されている円柱状のユニットを肩掛けに展開して右肩のショルダー・キャノン及び右腕に接続、使用する長射程砲。踵から安定脚を展開し、大口径の弾丸を3発発射する。

### ガンジャール
フューリー製の機体で、従士と呼ばれる下級兵士が乗り込む。接近戦に特化し、左肩に大型クローユニットを装備。以上の従士が搭乗する3つの機体はカルヴィナ編を見る限り、フューリーが持ち込んだデータを元に、アシュアリー・クロイツェル社で多数が製造されたものと思われる。『OGMD』における連邦軍でのコードネームは『ビッグ・ショルダー』。
武装
マシンガン
左腕に直接装備されている3門の機関砲。ドナ・リュンピーと同様の武装。
クロー / オルゴン・パイル
左肩の球体状の部分を取り外して右腕に装着展開し、飛びかかって接近した後大きく振りかぶって突き刺し、中央部のバンカーで連続して攻撃する。

### ヴォルレント
フューリー製の機体で、準騎士クラスの人間が搭乗することを許される銀色の機体。オルゴン・クラウドを標準装備しており、火力・機動性においてもフューリーの量産機の中では最強。必殺攻撃と呼べるような武器はないが、通常武器の火力は高い。隠し主人公前半機として青色の機体が設定されており、戦闘演出が一般機と異なり、他の主人公機と同じ描写となっている。
『OGMD』では、通常機の他に金色のジュア=ム専用機が登場。脚部にもオルゴン・クラウド放出口が追加され、攻撃にはオルゴナイトによる追撃が発生する。
連邦軍からのコードネームは『ホワイト・ホーン』。
武装
ビームライフル / オルゴン・ガン
やや大型のライフル。ビーム弾を連射する。『OGMD』では通常版と連射版の2種が存在。
エネルギーソード / オルゴン・ダガー
腕から出力するオルゴナイトの刃。2回斬り裂き、突き刺して締める。
ロングレンジビーム / オルゴン・キャノン
肩掛けで保持する専用の大型砲。ビームを2連射。主人公機の場合、オルゴンモードを起動し1射目の後に突撃し、スラスターで姿勢制御を行って2射目を放つ。

### ラフトクランズ
【Raft = イカダ clans = clanの複数形、氏族・一族 もしくはClan's raft（一族のイカダ）をもじり】
オルゴン・クラウドの他にラースエイレムと呼ばれる時間兵器を搭載し、フューリーの中でも騎士クラスの幹部に与えられる高性能機。ガウ=ラ・フューリアの各装置を始動させる鍵の役割も有しており、黒いアル=ヴァン機が「碇」、白いフー=ルー機が「舳先」、赤いジュア=ム機が「艫」の鍵となっている。
序盤においてジュア=ムは、エ=セルダ機とアル=ヴァン機をオリジナルと呼んでおり、星間戦争を生き延びた機体であったということになる。数機しか現存せず、それぞれに鍵の役割が与えられている点から見ても、フューリーにとって重要な機体と見られる。作中には敵ユニットの3機と、文章のみのエ=セルダ機、地球で複製された隠し主人公機（青色）の計5機が登場している。
固定武装としてオルゴン・キャノン、手持ち武器として銃と剣を兼ねるソードライフルや盾と近接戦用の爪を兼ねるクローシールドを装備する。また、オルゴン・クラウドによる空間移動とバリアーに加え、エネルギー回復能力まで有する。さらに各機体に必殺モードとも言うべき『ファイナルモード（Fモード）』が設定されている（主人公機は、サポートを行うパートナーによってFモードが変化。他の3機の得意武器の演出となっている）。ヴォルレントよりスマートな外見であり、ゲーム中ではキラ・ヤマトにフリーダムガンダム並みの機動性と評されるが、Lサイズ（ヴォルレントはM）であり大型機。性能もスーパー系寄りでありパイロットの能力もスーパー系のものが適用される。
『OGMD』では、残存している機体数が増加し、幹部専用機から騎士クラス一般もしくは士長クラス（幹部クラス）に与えられる機体へと若干格落ちしている。幹部専用機はスタンダードモデル（紺）をカスタム化したもので、劇中にはアル=ヴァン機ラフトクランズ・アウルン（灰）、フー=ルー機ラフトクランズ・ファウネア（黄緑）、カロ=ラン機ラフトクランズ・カロクアラ（黒）の3機が登場。それぞれ頭部形状や武装が異なる。必殺攻撃のモードは「バスカー・モード」と呼ばれる。連邦軍からのコードネームは『ソーン（棘）』。
ラフトクランズ（スタンダードモデル）
通常型。騎士機に慣れていない者の機体として扱われており、ラースエイレムは装備されているが、バスカー・モードにはロックがかけられている。諜士団に回された1機がソ=デス機として使用され、共に地球で消滅している。ジュア=ム機は彼が諜士団に転属した後の詳細が語られないが、特定条件によりクストウェル・ブラキウムを乗り捨てた場合、ガウ=ラ内部での決戦時に再び搭乗する。両側頭部のブレード・アンテナが廃され、後頭部に一本のアンテナが追加されている。色はソ=デス機が紺色、ジュア=ム機は赤色。
ラフトクランズ・アウルン
アル=ヴァン専用機。オルゴン・ソードによる白兵接近戦に特化した調整がなされている。『J』に登場した機体とほぼ同じ姿をしている。色は灰色。
過去には多数の同型機が存在したが、現在はアル=ヴァンの機体を除いて失われている。
ラフトクランズ・ファウネア
フー=ルー専用機。オルゴン・ライフルによる遠距離砲撃戦に特化した調整がなされている。頭部ブレード・アンテナが廃されている。色は黄緑色。
ラフトクランズ・カロクアラ
カロ=ラン専用機。隠密行動を可能にすべくステルスに特化した調整がなされている。頭部ブレード・アンテナが増設され、電子戦装備やセンサー類が強化。ソード・ライフルを廃して、両腕にクロー・シールドを装備している。諜士団の長「諜士長」専用に配備された威力偵察仕様の機体であるため「騎士機」とは呼ばれない。色は黒色。『J』におけるジュア=ム機にあたる存在といえる。
武装
オルゴン・キャノン
前方一直線を撃ち抜くMAP兵器。両肩の砲身と胸部に搭載された発射口から同時に高出力のビームを発射する。カロクアラは両肩のものを通常の射撃武器としても使用する。
オルゴン・ライフル
ソードライフルからビーム弾を3連射。フー=ルー機および主人公機は大出力ビームを撃ったのち反対側に跳躍、もう一度撃って挟み撃ちにする。
オルゴン・クロー
クローシールドを展開、相手を掴んで攻撃。ジュア=ム機および主人公機は掴んだまま引きずり、投げ上げた後に回り込んで急降下、掴んで叩きつける。『OGMD』ではこの引きずり動作がデフォルトになっている。
オルゴンソード
ソードライフルにオルゴナイトの刀身をコーティング、刺突から薙ぎ払い、斬りと続ける。アル=ヴァン機および主人公機はジャンプから斬りつけ、薙ぎ払いで吹き飛ばした後に追撃、突き刺して締める。『OGMD』ではアウルンのみが途中でオルゴナイトで作った分身『オルゴナイト・ミラージュ』で追撃、固めて動きを止めさせる。
必殺技
オルゴンライフルファイナルモード / オルゴン・ライフル・バスカー・モード
フー=ルー機、およびカティア搭乗時の主人公機が使用。ソードライフルからエネルギーを撃ち出して敵をオルゴナイトで固め、胸部オルゴンキャノンと変形したソードライフルを接続、最大出力のビームで狙い撃ちにする。
『OGMD』ではファウネアの必殺技になり、モーションも変更されている。バスカー・モードを起動後、『オルゴナイト・ミラージュ』による連続射撃を放ちながら敵の背面に転移し、極太のエネルギーで敵をオルゴナイトの中に閉じ込めると上方に転移、胸部キャノンと変形したソードライフルを接続し、最大出力のビームを放つ。
オルゴンクローファイナルモード / オルゴン・クロー・バスカー・モード
ジュア=ム機、およびメルア搭乗時の主人公機が使用。クローで連続で切り裂き、投げ上げた敵に向かって4体の分身を飛ばし、オルゴナイトで固める。最後にクローをオルゴナイトで覆って巨大な爪へと強化、大ジャンプからアッパー気味に両断する。
『OGMD』ではカロクアラの必殺技になり、ジュア=ム機が『J』で使用したものとはモーションが大幅に変えられている。バスカー・モードを起動し、オルゴン・キャノンで牽制した後両手のクローを展開。高速移動しながら切り刻んだ敵に斬撃を飛ばして追撃し、オルゴナイトで右手のクローを覆って強化、地形ごと切り裂く。
オルゴンソードファイナルモード / オルゴナイト・バスカー・ソード
アル=ヴァン機、およびテニア搭乗時の主人公機が使用。ソードライフルの銃身を両側に展開し、オルゴナイトの巨大な刀身を形成。斬りつけ、上空に斬り飛ばした後に追撃。落下する敵を大上段から一刀両断し、大爆発のエフェクトで締める。
『OGMD』ではアウルンの必殺技になり、モーションも変更されている。バスカー・モードを起動後、ソードによる連続攻撃からシールドで相手を殴り飛ばし、ソードを大剣形態に変形させる。接近しながら背面に転移、薙ぎ払うように斬りつけた後、大上段から敵を一刀両断する。

### ズィー=ガディン
グ=ランドン専用の巨大機動兵器。『J』の最終ボス。ラフトクランズのバージョンアップ版ともいうべき機体で、様々な形状に変形する剣「オルゴンバニシングソード」を武器としている。またMAP兵器「オルゴンウェイブキャノン」を持つ。高い攻撃力と、オルゴン・クラウドによる高い防御力や転移機能を有している。
最終話では一度撃破されると、胴体から各パーツが分離・伸張し、異形の姿へ変貌する。この状態ではオルゴン・クラウドがない。なお、この伸張部分は無限に伸びる。
また、支援ユニット「オルゴンエクストラクター」を介し、ガウ=ラ・フューリア全域（フューリー達の眠るステイシス・ベッド区画含む）からエナジーの供給を無制限に受けており、サイトロンを原子レベルで再構成し、瞬時に機体を再生する。「皇帝機」という名称の通り、本来はフューリーの皇族の機体であり、グ=ランドンの機体ではない。
『OGMD』では、グ=ランドンが自身のラフトクランズを解体して新たに製作した対ルイーナ戦用の機体であり、皇帝機も自称である。ラースエイレムも自身のラフトクランズから移植している。変形後の姿はバスカー・モードという設定になり、戦闘マップ上は終始人型のままであるため、変形後の武装は必殺技を除き省略された。オルゴン・エクストラクターを5基搭載し、圧倒的な大出力を誇る。
武装・通常形態
オルゴンウェイブキャノン / オルゴ=ラ・ウェイバー
咆哮するかのようにオルゴン粒子を放射するMAP兵器。自機中心型。
オルゴンヴァイパーライフル / オルゴ=ラ・ヴァイパー
剣の刀身を展開し、極大のビームを放つ。
『J』では剣の柄の部分のみを持っていたが『OGMD』では柄と展開したグリップを持つ。
オルゴンバニシングソード / オルゴ=ラ・ヴォドー
オルゴン・クラウドで敵機の眼前に転移し、突き刺してフィールドで拘束、動きの止まった敵機を跳躍からの上段斬りで仕留める。
必殺技・通常形態
オルゴンマテリアルゲイザー / ジグ=ダード・ヴォドー
バニシングソードにエネルギーを集約させて投げつける。投擲された剣はパーツごとに分離し、八方から攻撃を加えた後敵機の頭上で再合体し、一刀両断する。
『OGMD』では一度剣を放し、浮遊した剣が手の挙動に合わせるように動きながら敵を斬りつけた後に、オルゴン・コーティングを施し投げつけるモーションが入る。
武装・異形形態
オルゴンゴーストブレス
「オルゴンウェイブキャノン」の強化版。モーションもほぼそのまま。
オルゴンバーチカルファング
人型形態の腕部を伸張させ、手の部分をオルゴン結晶で覆い、連続で敵機を殴りつける。
オルゴンサテライトスパーク
人型形態の脚部をコントロールし、転移を繰り返しながら敵機をレーザーで狙い撃つ。
必殺技・異形形態
オルゴンマテリアルゲイザー / ズィー=ダード・ヴォドー
人型形態と同じ。発動時、空中からバニシングソードが降りて来る。
オルゴンジェノサイドバーニング / オルゴ=ラ・ガディン
ラフトクランズの幻影を大量に呼び出し、その転移後に両手足に当たるパーツを射出。敵機を包囲するように出現した幻影によるライフル一斉掃射の後、両脚パーツで敵機を挟みこんで電撃を加え、宇宙空間へ打ち上げた後に両腕パーツを敵機にぶつけて地球へ落下させ突撃、大地に叩きつけて爆散させる。なお、この形態のズィー=ガディンは気力を下げられると一部武器が使用不可となり完封される欠点がある。
『OGMD』ではバスカー・モードに変形後、咆哮と共に出現したオルゴナイトを『オルゴナイト・ミラージュ』で数百機ものラフトクランズに形成。ラフトクランズによる一斉攻撃後、脚足パーツで敵機を挟み込み、回転しながら上昇。宇宙空間で敵機を解放した直後に両腕パーツをぶつけて地上へ落下、ラフトクランズを敵機に突撃させつつ、地表に滞在するラフトクランズ諸共吹き飛ばす大爆発を起こす。